# Giacomo Tritto
Giacomo Tritto (Altamura, 2 d'abril de 1733 - Nàpols, 16 de setembre de 1824) fou un compositor i pedagog italià. Va escriure més de 50 òperes.

## Biografia
Va començar a estudiar música al Conservatori della Pietà dei Turchini de Nàpols, on va tenir com a professor Nicola Fago, Girolamo Abos i Pasquale Cafaro.
Sempre a la mateixa ciutat el 1754 va començar les seves activitats amb la representació de l'òpera buffa Le nozze contrastate al Teatro dei Fiorentini. Però aconsellat pel mestre Cafaro va tardar deu anys més a estrenar una nova òpera. Per tant, reprèn la composició d'òperes el 1764 amb la posada en escena de Fedeltà in amore al Teatro Nuovo. A partir d'aquest moment, i fins al 1810, va escriure 53 obres més.
El 26 de desembre de 1766 va dirigir el Lucio Vero o Vologeso d'Antonio Sacchini al teatre San Carlo. El 1784 va representar una de les seves obres, L'Artenice, al San Carlo, després d'haver sigut rebutjat en els darrers pel rei de Nàpols.
L'1 d'octubre de 1785 va ser nomenat secondo maestro straordinario de la Pietà dei Turchini i el 1793 va ser promocionat a secondo maestro. L'octubre de 1799, després de la breu República napolitana, va ser nomenat primo maestro del Conservatori. El desembre de 1806, després de la unificació de tots els conservatoris Nàpolitans, se li donà la direcció del Real Collegio di Musica, juntament amb Giovanni Paisiello i Fedele Fenaroli. Va ostentar la prestigiosa posició fins a 1813, quan Nicola Zingarelli es va convertir en l'únic director del Conservatori. Manté, però, el paper de mestre de contrapunt. Durant la seva carrera a l'ensenyament va tenir alumnes molts dels quals més tard serien famosos, com per exemple Ferdinando Orlandi, o Ercole Paganini.
El 14 de juliol de 1816 va ser nomenat mestre de la capella reial del palau reial i una habitació amb un sou de 100 ducats.
Malgrat la seva activitat operística es va acabar el 1810, va continuar escrivint música sacra fins a la mort.
El seu fill, Domenico també va escriure òperes i música sacra.

## Obres

### Òperes
- Le nozze contrastate (opera buffa, 1754, Nàpols)
- La fedeltà in amore (opera buffa, llibret de Francesco Cerlone, 1764, Nàpols)
- Li furbi (intermezzo, 1765, Nàpols)
- Il principe riconosciuto (opera buffa, llibret de Francesco Cerlone, 1780, Nàpols)
- La francese di spirito o La viaggiatrice di spirito (opera buffa, llibret de G. M. Mililotti, 1781, Roma)
- La Bellinda o L'ortolana fedele (opera buffa, llibret de Francesco Cerlone, 1781, Nàpols)
- Don Procopio in corte del Pretejanni (opera buffa, 1782, Nàpols)
- Don Papirio (opera buffa, llibret de Giuseppe Palomba, 1782, Nàpols)
- I due gemelli (opera buffa, llibret de Giovanni Battista Lorenzi, 1783, Nàpols)
- Il convitato di pietra (opera semiseria, llibret de Giovanni Battista Lorenzi, 1783, Nàpols)
- La sposa stramba (opera buffa, 1783, Nàpols)
- La scuola degli amanti (opera buffa, llibret de Giuseppe Palomba, 1783, Nàpols)
- La scuffiara (opera buffa, llibret de Giovanni Battista Lorenzi, 1784, Nàpols)
- Il matrimonio negli Elisii ovvero La sposa bizzarra (opera buffa, llibret de Carlo Giuseppe Lanfranchi-Rossi, 1784, Roma)
- L'Artenice (opera seria, 1784, Nàpols)
- L'Arminio (opera seria, llibret de Ferdinando Moretti, 1786, Roma)
- Le gelosie ovvero I due fratelli burlati (farsetta, 1786, Roma)
- Li raggiri scoperti (opera buffa, 1786, Roma)
- La vergine del sole (opera seria, llibret de Carlo Giuseppe Lanfranchi-Rossi, 1786, Nàpols)
- Armida (opera seria, 1786, Nàpols)
- Le vicende amorose (dramma giocoso, llibret de Pastor Arcade Timido, 1787, Roma)
- La molinara spiritosa (opera buffa, llibret de Francesco Saverio Zini, 1787, Nàpols)
- La bella selvaggia (opera semiseria, 1788, Roma)
- La scaltra avventuriera (opera buffa, llibret de Giuseppe Palomba, 1788, Nàpols)
- Il giuocatore fortunato (opera buffa, llibret de Giuseppe Petrosellini, 1788, Nàpols)
- Il finti padroni (farsa, 1789, Roma)
- La prova reciproca (L'inganno fortunato ossia La prova reciproca) (opera buffa, llibret de Giuseppe Palomba, 1789, Nàpols)
- I servi padroni (farsetta, 1790, Roma)
- La cantarina (opera buffa, llibret de Carlo Goldoni, 1790, Roma)
- Il cartesiano fantastico (opera buffa, llibret de Giuseppe Maria Diodati, 1790, Nàpols)
- Le astuzie in amore (opera buffa, llibret de Giuseppe Maria Diodati, 1790, Nàpols)
- L'inganno amoroso (opera buffa, 1790, Madrid)
- L'equivoco (opera buffa, llibret de C. Fiori, 1791, Nàpols)
- La creduta selvaggia (farsetta, 1792, Roma)
- Gli amici rivali (opera buffa, 1792, Viena)
- Le trame spiritose (commedia, llibret de Giuseppe Palomba, 1792, Nàpols)
- La fedeltà nelle selve (La fedeltà tra le selve) (opera buffa, llibret de Michelangelo Prunetti, 1793, Venècia)
- Le nozze in garbuglio (opera semiseria, llibret de Giuseppe Maria Diodati, 1793, Nàpols)
- L'ordine del disordine (opera buffa, 1793, Nàpols)
- L'impostore smascherato (opera buffa, llibret de Giuseppe Maria Diodati, 1794, Nàpols)
- Gli amanti in puntiglio (opera buffa, llibret de Giuseppe Maria Diodati, 1794, Nàpols)
- Apelle e Campaspe (opera seria, llibret de Simeone Antonio Sografi, 1795, Milà)
- Il barone in angustie (opera buffa, llibret de Giuseppe Palomba, 1797, Nàpols)
- La donna sensibile o sia Gli amanti riuniti (opera buffa, llibret de Domenico Piccinni, 1798, Nàpols)
- La morte di Cesare (opera seria, llibret de Gaetano Sertor, 1798, Brescia)
- Micaboro in Jucatan (opera seria, llibret de Demenico Piccinni, 1799, Nàpols)
- I matrimoni in contrasto (opera semiseria, llibret de Giuseppe Ceccherini, 1800, Roma)
- Ginevra e Ariodante (opera seria, llibret de Domenico Piccinni, 1801, Nàpols)
- Gli americani (Gonzalvo ossia Gli americani) (opera seria, llibret de Giovanni Schmidt, 1802, Nàpols)
- Cesare in Egitto (opera seria, llibret de Giovanni Schmidt, 1805, Roma)
- Lo specchio dei gelosi (opera buffa, 1805, Roma)
- Elpinice e Vologeso (opera seria, llibret de Domenico Piccinni, 1806, Roma)
- Andromaca e Pirro (opera seria, 1807, Roma)
- Marco Albino in Siria (opera seria, 1810, Nàpols)

## Llista d'alumnes
- Giuseppe Bornaccini,[2]
- Michael Costa,[3]
- Tomasso Sogner,[4]
- Vincenzo Bellini,
- Saverio Mercadante,
- Giacomo Meyerbeer,
- Francesco Ruggi,
- Gaspare Spontini.
- Giuseppe Catrufo